# Jan Smeekens
Johannes Adrianus Albertus Smeekens, detto Jan (Raalte, 11 febbraio 1987), è un pattinatore di velocità su ghiaccio olandese.

## Palmarès

### Olimpiadi
- 1 medaglia:
  - 1 argento (500 m a Soči 2014).

### Campionati mondiali di pattinaggio di velocità - Distanza singola
- 2 medaglie:
  - 2 bronzi (500 m a Inzell 2011; 500 m a Soči 2013).